# دیگاه بالا
دیگاه بالا (به لاتین: Yuxarı Digah) یک منطقه مسکونی در جمهوری آذربایجان است که در شهرستان قوبا واقع شده است.